# Supercoppa spagnola 2022 (pallavolo maschile)
La Supercoppa spagnola 2022 si è svolta il 24 settembre 2022: al torneo hanno partecipato due squadre di club spagnole e la vittoria finale è andata per la prima volta al Melilla.

## Regolamento
Le squadre hanno disputato una gara unica.

## Squadre partecipanti
| Squadra | Qualificazione                  |
| ------- | ------------------------------- |
| Almería | Vincitrice SVM 2021-22          |
| Melilla | Vincitrice Coppa del Re 2021-22 |

## Torneo
| 24 settembre 2022 Pabellón Moisés Ruiz, Almería Durata: 1h:56 - Spettatori: 1 000 | Almería | 1 - 3 | Melilla | 21-25, 21-25, 25-23, 22-25 |